# Кранево (нос)
Носът Кранево (на английски: Kranevo Point) е скалист морски нос от южната страна на входа в залива Миндя на северозападния бряг на остров Тауър в протока Брансфийлд. Разположен на малко островче непосредствено до брега, 2.4 км югозападно от нос Легилу, 3.5 км северно от нос Устина и 5.8 км на север-северозапад от нос Пеня.
Координатите му са: 63°33′31″ ю. ш. 59°52′47″ з. д. / 63.558611° ю. ш. 59.879722° з. д..
Наименуван е на селището Кранево в Североизточна България. Името е официално дадено на 23 ноември 2009 г.
Британско-немско картографиране от 1996 г.

## Карти
- Antarctic Digital Database (ADD). Scale 1:250000 topographic map of Antarctica. Scientific Committee on Antarctic Research (SCAR). Since 1993, regularly upgraded and updated.